# Big Band Bossa Nova
Big Band Bossa Nova е албум в стил боса нова от 1962 г., създаден от американския импресарио, джаз композитор, тромпетист, аранжор и музикален продуцент Куинси Джоунс. В него намира място популярната песен Soul Bossa Nova, използвана във филмите за Остин Пауърс. Името Big Band Bossa Nova е използвано в други три албума от 1962 г., този път от Стан Гец, Оскар Кастро-Небес и Инок Лайт.

## Списък на песните
- Soul Bossa Nova (Quincy Jones) – 2:44
- Boogie Stop Shuffle (Charlie Mingus) – 2:41
- Desafinado (Antônio Carlos Jobim, Newton Mendonça) – 2:53
- Manha De Carnaval (Morning Of The Carnival) (Luiz Bonfa, Antonio Maria) – 2:55
- Se E Tarde Me Pardoa (Forgive Me If I'm Late) (Ronaldo Bôscoli, Carlos Lyra) – 4:21
- On The Street Where You Live (Alan Jay Lerner, Frederick Loewe) – 2:32
- One Note Samba (Samba De Una Nota So) (Jon Hendricks, Antônio Carlos Jobim, Newton Mendonça) – 2:00
- Lalo Bossa Nova (Lalo Schifrin) – 3:12
- Serenata (Leroy Anderson) – 3:18
- Chega De Suadade (No More Blues) (Antônio Carlos Jobim) – 5:30
- A Taste of Honey (Ric Marlow, Bobby Scott) – 2:56